# 맞춤형 소량 출판

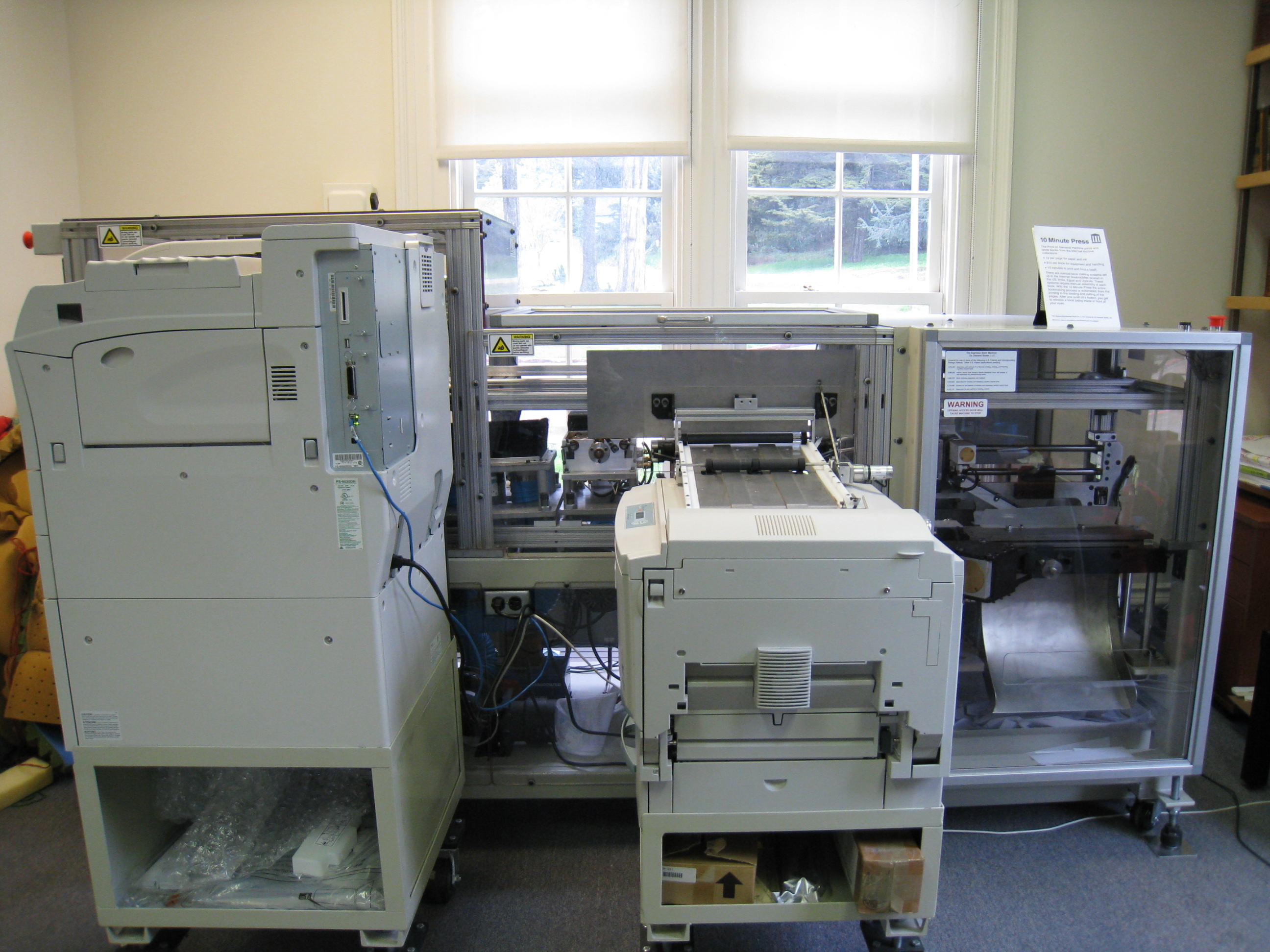

맞춤형 소량 출판(POD, Publish On Demand, 이하 POD로 표기)은 미리 종이책을 찍지 않고, 주문이 들어올 때마다 레이저 프린터 등으로 종이책을 인쇄하는 방식이다. 주문형 출판이라고도 한다.

## 배경
이는 주로 대형 출판사에서 출판을 해주지 않는 경우 작가가 독립 출판을 할 때 이용된다. 이 경우 전자책을 이용할 수도 있지만, 증정본 등 전자책이 대체할 수 없는 종이책 수요가 존재하므로 POD를 이용하는 것이다. 2012년 해리 포터 시리즈 판매량을 뛰어넘은 베스트셀러 그레이의 50가지 그림자(Fifty Shades of Grey)가 처음 출판될 때 이 방식을 이용한 것으로 유명하다.
과거에는 기술적 제약으로 POD에 들어가는 비용이 높았으나, 출판계에 전자출판이 도입되고 프린터 및 라미네이터 등의 기술적 발달로 인해 POD에 필요한 가격이 내려가며 대중화되었다. 또한 POD는 다품종 소량생산을 특징으로 하는 출판업계의 특성상 큰 부담으로 작용하는 재고 관리 문제가 해결된다는 장점이 있어, POD 시장은 미국을 중심으로 지속적으로 증대되는 추세이다.

## 제작 방식
이 방식은 한 부씩 찍으므로 제작 원가가 높다는 단점이 있다. 그래서 대량 주문이 들어올 경우 인쇄소에서는 자체 판단으로 오프셋 인쇄방식으로 찍기도 한다. 제작방식은 일반적으로 작가가 pdf 형식으로 원고를 넘기면, POD 서비스를 제공하는 회사에서 레이저 프린터 또는 오프셋으로 인쇄를 한 후, POD 제작을 지원하는 라미네이터에서 표지를 제작한 후 제본하여, 책을 주문한 서점에 납품하는 식으로 진행된다.
POD 서비스를 영위하는 기업으로 가장 유명한 회사로는 미국의 Lightning Source가 있다. 이 회사는 미국 최대의 서적 도매상 Ingram의 자회사로 반스앤노블, 아마존, 도서관 등에서 주문이 들어오면 책을 제작하여 공급하는 방식으로 운영한다. 24,000개 출판사와 거래를 하면서 종이책 1억 2천만 부를 찍었다.

## 같이 보기
- 출판
- 오프셋 인쇄
- 라미네이션
- 제본

## 참고 문헌
- Print on Demand Book Publishing, Morris Rosenthal (2004)
- 맞춤형 소량 출판의 5가지 그림자, beSuccess, February 1, 2013
- 2007.5 Writer's Market, Robert Lee Brewer & Joanna Masterson (2006)
- The Fine Print of Self-publishing: The Contracts & Services of 48 Major Self-publishing Companies, Mark Levine (2006)